# Ernst-Schneller-Medaille

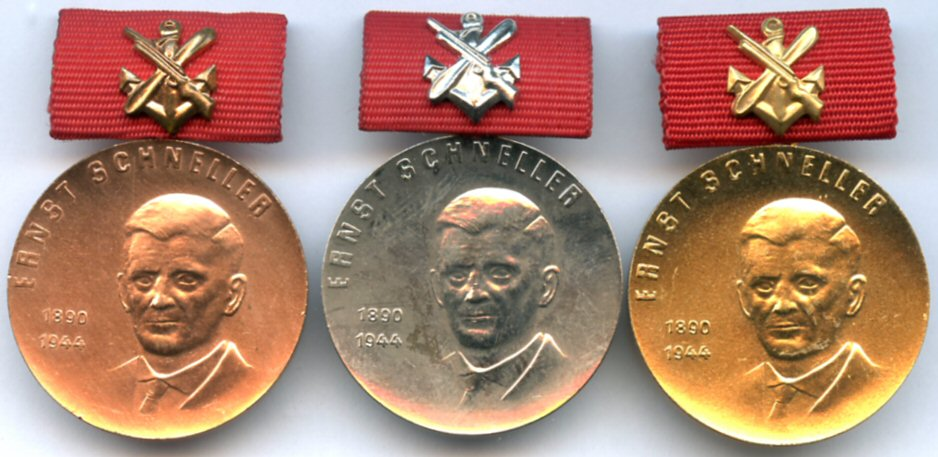
Ernst-Schneller-Medaille in Bronze, Silber und Gold

Die Ernst-Schneller-Medaille war die höchste Auszeichnung der Gesellschaft für Sport und Technik in der Deutschen Demokratischen Republik (DDR), welche 1961 in drei Stufen, Bronze, Silber und Gold, gestiftet wurde. Anlässlich des 25. Jahrestages der DDR am 7. Oktober 1974 erfolgte zusätzlich noch die Stiftung einer Ehrenspange zur Medaille in Gold. Verliehen wurde die Medaille für hervorragende Verdienste bei der Erziehung der Jugend zur Verteidigungsbereitschaft; sie galt in der DDR als nichtstaatliche Auszeichnung.

## Aussehen und Trageweise
Die bronzene, versilberte oder vergoldete Medaille mit einem Durchmesser von 31,5 mm zeigt auf ihrem Avers mittig links versetzt das Kopfporträt Ernst Schnellers und rechts davon fast am Medaillenrand seine Lebensdaten: 1890 / 1944. Die Umschrift, welche etwa 1/4 des Gesamtkreises ausmacht, befindet sich am linken oberen Rand der Medaille und läuft im Uhrzeigersinn und lautet: ERNST SCHNELLER. Das Revers der Medaille zeigt dagegen die sechszeilige Inschrift: FÜR DIE / STÄRKUNG / DER VERTEIDIGUNGSKRAFT / UNSERER / SOZIALISTISCHEN / HEIMAT. Darunter liegen zwei gekreuzte Lorbeerzweige, die halbkreisförmig nach oben hin gebogen sind. Unter ihrem Kreuzungspunkt steht die Abkürzung der Gesellschaft für Sport und Technik GST. Getragen wurde die Medaille an der oberen linken Brustseite bis 1972 an einer trapezförmigen rot emaillierten Spange, dessen Grund gekörnt war. Sie zeigte in ihrer Mitte das Symbol der GST, einen Anker, der von einem gekreuzten Gewehr und Propeller überlagert wird, welche die Farbe der verliehenen Stufe der Medaille aufwies. Ab 1974 wurde die Medaille dann an einer rot bezogenen rechteckigen Spange getragen, auf dessen Mitte ebenfalls das Symbol des GST als Miniatur in der Farbe der verliehenen Stufe aufgelegt war. Die Interimspange war von gleicher Beschaffenheit. Die Spange zur Goldenen Medaille ab 1974 zeigte auf der Spange mittig das Symbol der GST und zwei darunter liegenden Lorbeerzweige, die leicht nach oben gebogen waren. Insgesamt war die Miniatur dadurch etwas kleiner geraten. Auch hier entsprach die Interimspange der Spange.